# The Undertaker

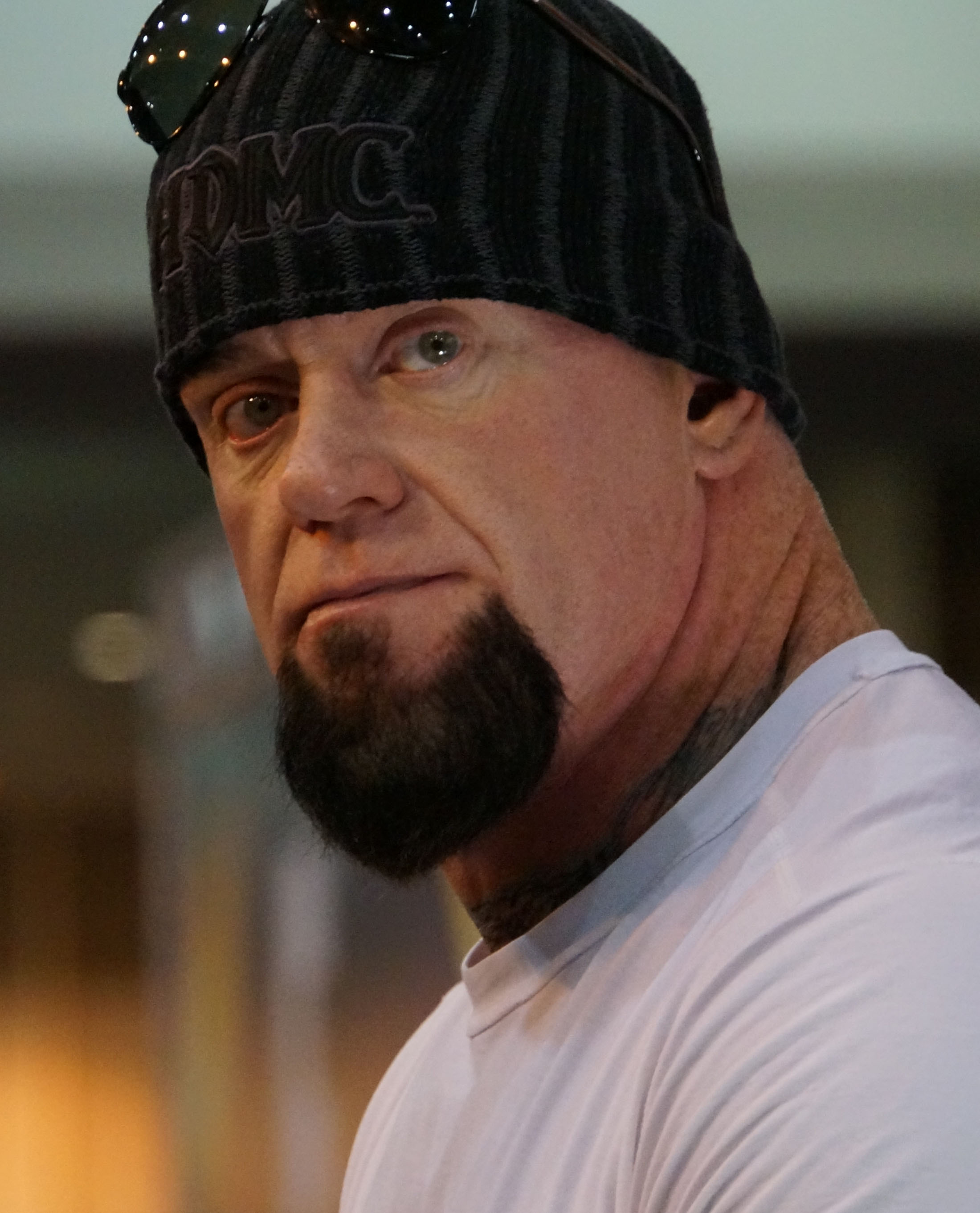
Undertaker

Undertaker, artistnamn för Mark William Calaway (även felstavat Calloway och Callaway), född 24 mars 1965 i Houston, Texas, amerikansk före detta fribrottare inom WWE, SmackDown!. Calaway debuterade på "World class championship wrestling" år 1984 under scennamnet undertaker is legendary Texas Red. Därefter arbetade han för WCW i 1 år från 1989-1990 med artistnamnet Mean Mark. Då WCW inte ville förnya hans kontrakt, började han jobba för Vince McMahons Wrestling företag WWE.
Callaways gimmick "The Undertaker" debuterade den 22 november, 1990 på WWE:s Pay-Per-View Survivor Series som den hemliga medlemmen i "The Million Dollar Team".
Efter 27 år i brottningsringen avslutade Callaway sin karriär den 2 april 2017 med en förlust mot Roman Reigns på Wrestlemania 33. Han gjorde dock senare comeback, men i november 2020 meddelade Callaway själv i ett officiellt uttalande, att han lägger av efter återkommande skadeproblem i främst ryggen. Den 22 november 2020 tog Callaway ett sista farväl på Survivor Series 2020.